# Theodor Dannecker
Theodor Dannecker (Tubinga, 27 marzo 1913 – Bad Tölz, 10 dicembre 1945) è stato un militare e criminale di guerra tedesco, membro delle SS nazionalsocialiste ove raggiunse il grado di SS-Hauptsturmführer (capitano). 
Fu uno dei principali collaboratori di Adolf Eichmann nell'esecuzione della cosiddetta «soluzione finale della questione ebraica».

## Biografia
Terminati gli studi di economia, Dannecker lavorò come commerciante di tessuti, fino a quando divenne un membro del NSDAP e delle SS nel 1932.
Nel 1934, Dannecker diventò un membro delle SS-Totenkopfverbande, una speciale unità paramilitare delle SS, e un anno dopo entrò a far parte del Sicherheitsdienst (SD), i servizi di spionaggio e controspionaggio delle SS e del NSDAP.
Nel marzo 1937 fu trasferito alla Judenreferat ("Unità Ebrei"), nell'ufficio principale del Sicherheitsdienst.
Da settembre 1940 fino al luglio 1942, in qualità di leader della Judenreferat presso l'ufficio SD a Parigi, diresse il servizio di controspionaggio nazista e divenne capo della IV sezione J della Gestapo, incaricata della "questione ebraica".
A causa di abuso della sua posizione, nel mese di agosto 1942 gli venne ordinato di rientrare a Berlino. Dal gennaio 1943 Dannecker fu il più alto ufficiale tedesco incaricato della "Soluzione finale" in tutti i territori bulgari come  consigliere di Alexander Belev. Qui il suo tentativo di deportare i cittadini ebrei fallì a causa di una forte opposizione capeggiata dal capo della chiesa metropolitana, il vescovo Stephan, e da eminenti politici come il vice presidente del parlamento, Dimiter Peshev. 
Dannecker continuò quindi con la deportazione degli ebrei italiani tra il settembre 1943 e il gennaio 1944, e quelli ungheresi tra l'inizio e l'estate dello stesso anno.
Nel dicembre 1945 venne fatto prigioniero dall'esercito americano nel campo di Bad Tölz, e pochi giorni dopo morì suicida.